# 安胡爾
安胡爾（Anhur）也稱歐努里斯（Onuris），是埃及神話的戰爭和狩獵之神，形象是頭頂著兩支或四支羽毛的男人，父親是拉。其名字的意思是「從遠方帶回」，因為他從努比亞帶回妻子麥希特（Mehit）。 

## 脚注
1. ↑  Wilkinson, Richard H. (2003). The Complete Gods and Goddesses of Ancient Egypt. Thames & Hudson. p. 118
2. ↑  The Way to Eternity: Egyptian Myth, F. Fleming & A. Lothian, p. 56